# Atenaida
Atenaida (gr. Athenais) – imię żeńskie pochodzenia greckiego. Oznacza: "przynależna do Ateny".
Znane osoby o imieniu Atenaida:
- Atena Eudokia (ur. 401, zm. 20 października 460), właśc. Atenaida – żona cesarza Teodozjusza II
- Athénaïs de Montespan - słynna metresa króla Ludwika XIV,
- Athénaïs Grimaldi